# Podvin (Žalec)
Podvin (Duits: Podwein) is een plaats in Slovenië en maakt deel uit van de gemeente Žalec in de NUTS-3-regio Savinjska. De plaats telde 377 inwoners op 1 januari 2020.